# Allée couverte du Cosquer
L'allée couverte du Cosquer, appelée aussi allée couverte de Créach-Gallic ou dolmen de Treguelc'hier, est une allée couverte située sur la commune de Goulven, dans le département français du Finistère.

## Historique
Le Chevalier de Fréminville en donne une première description en 1832. William Collings Lukis en 1864, Paul du Châtellier en 1881 et E. Morel en 1926 en ont dressé le plan. L'édifice a été classé au titre des monuments historiques par arrêtés du 25 septembre 1883 et du 10 décembre 1920.

## Description
L'édifice est une allée couverte ou une sépulture à entrée latérale orientée nord-ouest/sud-est. La partie nord du monument a été endommagée par la construction de la route. La chambre funéraire mesure 3 m de long sur 1,60 m de large. Une seule dalle de couverture est encore en place. Elle mesure 3,45 m de long sur 2,45 m de large. Une grande dalle située au sud-est dans le prolongement de la chambre pourrait correspondre à une autre table de couverture. Elle comporte des traces de tentatives de débitage. 
Une ligne de quatre orthostates mesurant entre 1,20 m et 1,40 m de hauteur se dresse au sud-ouest. Au sud-est, une dalle est plantée verticalement symétriquement à la dalle de chevet. L'accès à la chambre se faisait probablement sur le côté au nord-est. Plusieurs autres dalles sont visibles aux alentours,dont deux ont été réutilisées pour soutenir un talus au nord-est de l'édifice. Une dalle est en granite et tous les autres blocs sont en gneiss œillé de Plounévez-Lochrist dont il existe un affleurement à proximité.

## Annexe